# Январь 2017 года

Список событий января 2017 года.

## События
- 1 января
  - В Финляндии начался эксперимент по выплате базового дохода[1].
  - В результате нападения на ночной клуб «Reina» в Стамбуле в новогоднюю ночь погибли 39 человек, 69 человек получили ранения[2].
  - Евангелическо-лютеранская Церковь Норвегии была полностью отделена от государства и стала самостоятельным юридическим лицом, после 500 лет, в течение которых её возглавлял король[3].
  - Вступил в должность новый генеральный секретарь ООН Антониу Гуттериш[4].
  - Казахстан, Швеция, Италия, Боливия и Эфиопия стали непостоянными членами Совета Безопасности ООН, Швеция заступила на пост председателя[5].
  - В России начал действовать новый вид уголовного наказания — принудительные работы[6].
- 2 января
  - Военно-воздушные силы Франции нанесли удары по позициям террористической группировки «Исламское государство» в районе города Пальмира[7].
- 3 января
  - В Белоруссии в пределах Речицко-Вишанского разлома Припятского прогиба открыли новое небольшое месторождение нефти, получившее название «Угольское», запасы которого оцениваются в 1,695 миллиона тонн[8].
  - От 300 до 400 боевиков запрещенной в России террористической группировки «Исламское государство» проникли из Сирии в Косово под видом беженцев[9].
- 4 января
  - НАСА объявило результаты выбора космических миссий 2020-х годов по исследованию Солнечной системы в рамках программы Дискавери: это космический аппарат «Люси», который посетит группу астероидов, расположенных на орбите Юпитера, и «Психея», которая отправится к астероиду Психея[10].
  - 150 заключённых сбежали после вооружённого нападения на филиппинскую тюрьму[11].
- 8 января
  - Грузовик наехал на пешеходов в Иерусалиме: 15 пострадавших, четверо погибли[12].
  - 23 человек погибли и ещё свыше 60 человек ранены взрывом автомобиля на овощном рынке в шиитском районе Багдада[13]. Это уже четвёртый взрыв за декаду, ответственность за который взяло на себя «Исламское государство»[14][15][16].
- 9 января
  - Организация объединенных наций официально изменила статус прибалтийских стран Эстонии, Латвии и Литвы с восточноевропейских на государства Северной Европы[17].
  - Президент Белоруссии подписал указ о безвизовом въезде в Белоруссию на срок не более 5 суток для граждан 80 государств, включая весь Евросоюз, а также Бразилию, Индонезию, США, Японию и иные государства[18].
  - Парламент Венесуэлы сделал попытку вынести импичмент президенту страны Николасу Мадуро[19].
- 10 января
  - В результате двойного теракта возле зданий парламента Афганистана в Кабуле погибли около 50 человек, ранены около 45[20].
  - Официально открыта железная дорога Аддис-Абеба — Джибути, соединяющая столицу Эфиопии, не имеющей выхода к морю, с портом Джибути[21].
  - Даниэль Ортега в четвёртый раз вступил в должность президента Никарагуа[22].
  - Даниэль Каблан Дункан стал первым в истории Кот-д’Ивуара вице-президентом после принятия новой конституции[фр.] и провозглашения Третьей республики[фр.][23].
- 11 января
  - Завершено строительство «самого скандального долгостроя Германии» — Эльбской филармонии в Гамбурге[24].
  - Норвежские власти с целью полного отказа от аналогового радиовещания начали отключение FM-ретрансляторов, несмотря на противоречивую реакцию в обществе[25].
- 12 января
  - На Гаити начались антиамериканские беспорядки из-за ареста бывшего полевого командира Ги Филиппа[26].
- 13 января
  - Истребители ВВС Израиля нанесли ракетный удар по сирийскому военному аэродрому Меззе[27].
- 14 января
  - В Китае в возрасте 111 лет умер создатель пиньиня Чжоу Югуан[28].
  - Иракские силы безопасности очистили кампус университета Мосула[англ.], выбив из комплекса зданий последних боевиков «Исламского государства»[29].
- 16 января
  - В крушении грузового Boeing 747 в Киргизии погибли 39 человек, в том числе 35 на земле[30].
  - Умер американский астронавт Юджин Сернан, позже всех стоявший на поверхности Луны[31].
- 17 января
  - Нигерийская авиация по ошибке разбомбила лагерь беженцев: 50 погибших[32].
  - В Давосе открылся Всемирный экономический форум, на котором второй год подряд одной из главных тем для обсуждения стала «четвёртая промышленная революция»[33].
  - Президент Гамбии Яйя Джамме объявил чрезвычайное положение в стране, после того, как Джамме отказался передавать власть лидеру оппозиции Адаме Барроу выигравшему президентские выборы[34].
  - Президент США Барак Обама за три дня до своего ухода с поста смягчил приговор информатору сайта WikiLeaks Челси Мэннинг, осуждённой на 35 лет тюрьмы за передачу секретных сведений[35].
- 18 января
  - В итальянских областях Лацио, Абруцци и Марке в течение нескольких часов произошли четыре сильных землетрясения магнитудой до 5,7. 29 человек погибли под завалами после схода снежной лавины[англ.] на отель «Ригопьяно» в области Абруцци[36].
  - ЦРУ обнародовало рассекреченные документы о холодной войне и НЛО[37].
- 19 января
  - Совет Безопасности ООН выступил за передачу власти в Гамбии избранному президенту Адаме Барроу[38].
- 20 января
  - Боевики ИГ частично разрушили часть Римского театра в Пальмире[39].
  - Турция отказалась от требования немедленной отставки Асада[40].
  - Дональд Трамп вступил в должность президента США[41].
- 21 января
  - Яйя Джамме согласился оставить пост президента Гамбии, на пост президента вступил избранный президент Адама Бэрроу[42][43].
  - В результате взрыва на овощном рынке в Парачинаре пострадали по меньшей мере 60 человек[44].
  - «Марш женщин» против нового президента США Дональда Трампа собрал около полумиллиона человек в Вашингтоне[45].
- 23 января
  - В Астане началась встреча по Сирии, это первый случай, когда делегации Дамаска и вооружённой оппозиции сели за один стол переговоров[46].
  - Президент Дональд Трамп подписал указ об отмене участия США в Транстихоокеанском торговом партнёрстве[47].
- 24 января
  - Филантропический фонд Марка Цукерберга и Присциллы Чан выкупил поисковик Meta — «Google для научных публикаций» — чтобы сделать его бесплатным[48].
  - Верховный суд Великобритании постановил, что правительству потребуется согласие парламента, чтобы инициировать выход из Евросоюза[49].
- 25 января
  - Президент США Дональд Трамп подписал постановление о строительстве стены на границе с Мексикой[50].
  - МОК лишил сборную Ямайки, в том числе и Усэйна Болта, золотых медалей Олимпиады в Пекине за победу в мужской эстафете 4×100 метров после того как выяснилось, что повторный анализ проб Неста Картера выявил следы запрещённого препарата метилгексанамина[51][52].
- 26 января
  - Все высшие руководители госдепартамента США покинули свои посты из-за несогласия с планами новой администрации США касательно американской внешней политики[53].
  - Бюллетень учёных-атомщиков перевёл Часы Судного дня на 30 секунд вперёд после заявления Трампа о намерении укреплять ядерный потенциал США[54].
  - Премию Салема за 2016 год получила украинка Марина Вязовская[55].
- 27 января
  - В рамках кампании за возвращение независимости Калифорнии Yes California начался сбор подписей[56].
  - Президент США Дональд Трамп временно запретил въезд в страну гражданам семи мусульманских стран — Сирии, Йемена, Ирака, Ирана, Судана, Ливии и Сомали[57].
- 28 января
  - В Петербурге прошёл митинг против передачи Исаакиевского собора в пользование РПЦ[58].
- 29 января
  - Начались крупнейшие со времён Румынской революции 1989 года волнения в Румынии[59].
  - Начались бои за Авдеевку[60].
- 30 января
  - Парламент Ирака одобрил законопроект, вводящий запрет на въезд в страну граждан США[61].
  - Участники 28-го саммита Африканского союза большинством высказались за возвращение Марокко в состав организации[62].